# Сугута
Сугута (англ. Suguta Valley) — засушливая часть Великой рифтовой долины в Кении, прямо к югу от озера Рудольф.

## Расположение
Сугута в сегодняшнее время является одной из самых засушливых районов Кении, со среднегодовым количеством осадков 300 миллиметров. Озеро Логипи сезонно затопляет северную часть долины. Долина относительно плоская, с высотой около 300 метров над уровнем моря. Она граничит на востоке и на западе с территориями высотой до 1000 м и покрытыми вулканическими конусами. Барриер, широкий вулканический комплекс, отделяет долину от озера Рудольф. На востоке, долина граничит с горой Нгиро.
Нагорье Лосиоло возле города Маралал на востоке возвышается на 2000 м. Активный вулкан Намаруну находится на западной стороне долины, спящий Силали — на южной.
Долина находится вдоль оси Грегори Рифт, которая разрушалась с эпохи плиоцена вдоль пояса шириной 35 км. Пояс располагается между бассейном Нгиро на востоке и плато Лориу на западе. Изверженные вулканические породы включают базальт, туф и пепел, сформировавшиеся между 4,2 и 3,8 млн лет назад. В раннем плиоцене направление минимального горизонтального напряжения было с северо-запада на юго-восток.

## Гидрология
Озеро Сугута когда-то заполняло долину. Уровень озера рос и падал несколько раз за последние 18 000 лет из-за изменения уровня осадков. Уровень озера начал падать около 8000 лет назад, упав на 250 метров.
Долина осушена сезонным потоком, рекой Сугута, которая в сезон дождей образует временное озеро Алаблад, сухое озеро, которое соединяется с озером Логипи в северной части долины. В сухой сезон солёные горячие источники помогают поддерживать уровень воды в озере Логипи.

## Экология
Солёные воды дают пищу цианобактериям и другому планктону, которые в свою очередь являются пищей для фламинго. Из-за недоступности и сурового климата, с температурами, достигающими 60 °C, только самые решительные туристы посещают долину.

## Убийства полицейских
В ноябре 2012 года более чем 40 кенийских полицейских и резервистов были убиты в долине Сугута рядом с городом Барагои на миссии по возвращению украденного скота.